# Collision d'un DC-4 et d'un P-38 près de Washington
Cet article concerne la collision de 1949. Pour celle de 2025, voir Collision aérienne de Washington.
La collision d'un DC-4 et d'un P-38 près de Washington est un accident aérien survenu le 1er novembre 1949 au-dessus Alexandria, Virginie (États-Unis) entre un avion de ligne Douglas DC-4 effectuant le vol 537 d'Eastern Air Lines et un chasseur lourd Lockheed P-38 Lightning en vol de réception pour la Force aérienne bolivienne. 
Les deux avions sont entrés en collision en plein vol à 11 h 46 locales, environ 500 mètres au sud-ouest de l'aéroport national de Washington, situé à quelques centaines de mètres de la capitale fédérale et sur lequel ils s'apprêtaient à atterrir. 
Le pilote du P-38 a été gravement blessé, mais les 55 occupants du DC-4 ont été tués. Au moment des faits, il s'agissait de l'accident aérien le plus meurtrier des États-Unis. 

## Victimes
Parmi les 55 victimes à bord du DC-4 se trouvaient deux hommes politiques américains, George J. Bates (en) and Michael J. Kennedy (en) ainsi que l'illustratrice et cartooniste Helen Hokinson.

## Enquête
L'enquête menée par le Civil Aeronautics Board (en) déterminera que le pilote du P-38, le capitaine Eric Rios Bridoux, de l'armée de l'air bolivienne, qui avait décollé de l'aéroport national de Washington à peine dix minutes auparavant pour un vol de réception, faisait face à un problème de moteur et avait demandé un atterrissage d'urgence à la tour de contrôle. 
Selon son témoignage, il aurait d'abord reçu l'autorisation d'atterrir sur la piste 03 en tant que numéro deux (sans être informé que le numéro un à l'atterrissage était un DC-4), puis autorisé à atterrir lorsqu'il était en finale. Il aurait entendu le contrôle demander de tourner à gauche, sans savoir à qui le message était adressé. 
Mais selon celui des contrôleurs de l'aérodrome, après qu'ils eurent autorisé à l'atterrissage le DC-4 d'Eastern, le P-38 aurait simplement demandé des instructions pour l'atterrissage. Ils l'auraient autorisé à rentrer dans le circuit et à atterrir en piste 03 en lui demandant de rappeler en branche vent arrière. Apercevant des deux avions, ils auraient par deux fois demandé au P-38 de virer à gauche en lui signalant de DC-4 en dernier virage en-dessous de lui, sans réponse ni effet. Ils auraient alors demandé au DC-4 de virer à gauche, ce qu'il fit, mais avant d'avoir effectué 5 degrés de virage, les deux avions se percutèrent à environ 300 pieds d'altitude et 0,5 mille au sud-ouest de la piste 03.
Les deux avions étaient sur des fréquences différentes et ne pouvaient pas s'entendre mutuellement.

## Cause probable
Dans son rapport, publié en septembre 1950, le Civil Aeronautics Board conclut que la cause probable de la collision était l'exécution par le pilote du P-38 d'une finale directe sans avoir obtenu une autorisation adaptée ni exercé un surveillance suffisante sur les autres aéronefs, sans que l'examen complet des faits et des circonstances ne puisse conclure à sa responsabliité.
Ils relevèrent également que la tour de contrôle n'avait pas agi avec suffisamment de vigilance et de rapidité pour communiquer au DC-4 la position du P-38, sans pouvoir dire que cela avait contribué à l'accident.

## Suites
Après le crash plusieurs familles de victimes portèrent plainte contre Erik Rios, Eastern Airlines, et le gouvernement américain pour obtenir des dommages et intérêts. Un jury conclut que c'est Eastern Airlines qui était à blâmer, leurs pilotes n'ayant jamais eu l'autorisation d'atterrir, même si celui du P-38 aurait pu être plus prudent. La compagnie, furieuse, contesta le jugement jusqu'en Cour Suprême où ils perdirent en 1957.
L'aéroport national de Washington était à l'époque déjà notoirement surchargé, et qui plus est utilisé par de nombreux appareils militaires, provoquant de fréquents déroutements de vols civils. Bien que l'excès de trafic n'ait pas été relevé comme une cause de l'accident, deux semaines après, la CAA dit que la construction d'un nouvel aéroport était nécessaire. Le Congrès relança le projet, en sommeil depuis des mois, et passèrent le Washington Airport Act, qui aboutit douze ans après à l'ouverture de l'aéroport international de Dulles en 1962.